# Catacumbas de Roma
Las catacumbas de Roma (en italiano, Catacombe di Roma) son una red de catacumbas antiguas, utilizadas como un lugar de sepultura a inicios de la cristiandad, incluye 60 catacumbas diferentes y otras aún no descriptas. En unos 150 a 170 kilómetros de longitud, con cerca de 750 000 tumbas, la mayoría de las cuales se encuentra bajo tierra a lo largo de la Vía Apia. Estas catacumbas consisten en un sistema de túneles subterráneos de toba que forma un laberinto. En sus paredes, se construyeron nichos rectangulares (en latín, loculi en plural) de diferentes tamaños, para los entierros, sobre todo para un cadáver, aunque a veces podían yacer dos y rara vez una mayor cantidad. 

## Historia
Los primeros cristianos que vivían en Roma en número reducido sepultaban a sus muertos según era costumbre en necrópolis al aire libre. Lo más probable es que pasado el tiempo los nuevos cristianos se asociaran siguiendo así también la costumbre pagana de formar collegia o grupos privativos.

## Estructura y distribución del espacio

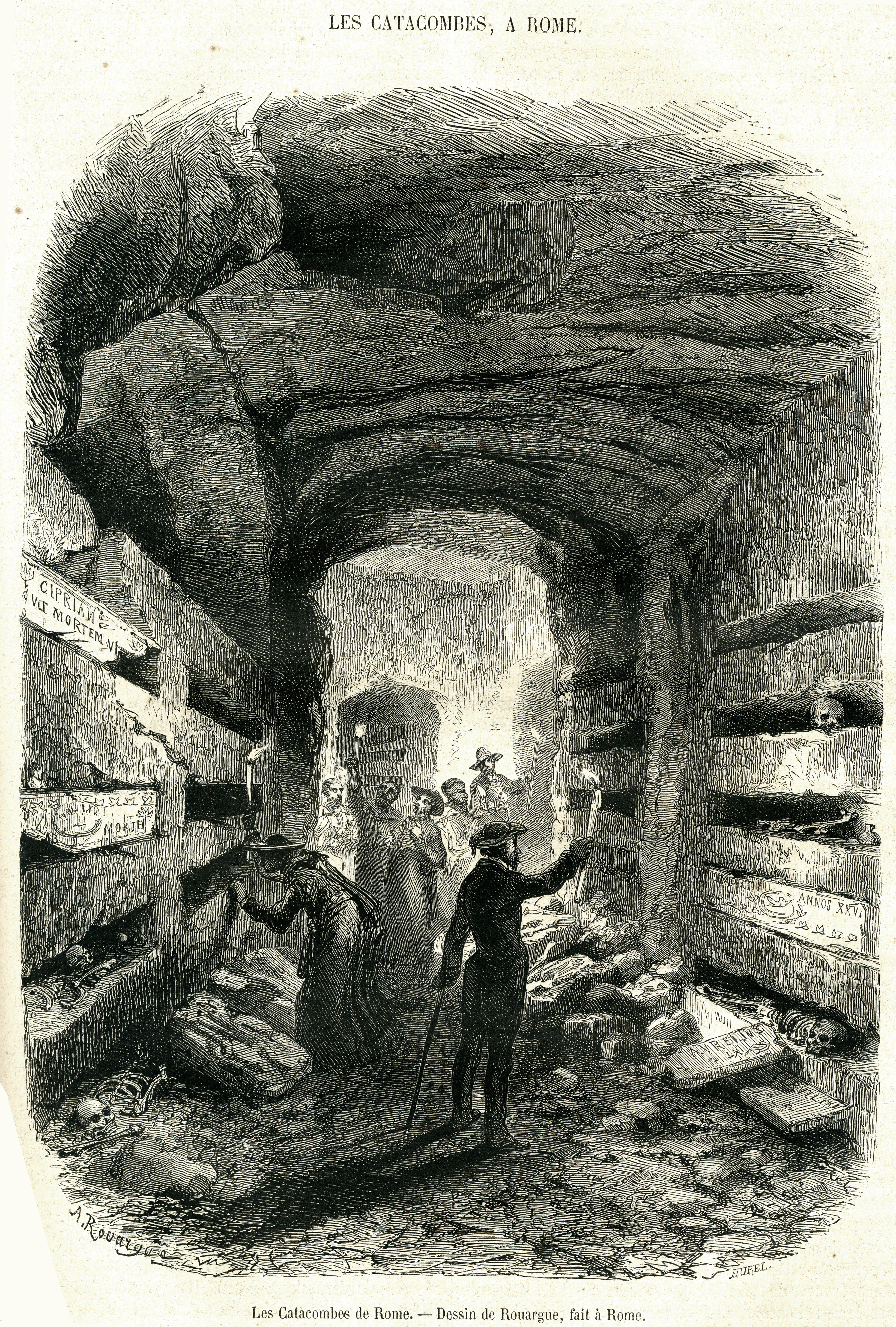
Distribución del espacio

Por lo general el espacio consta de diversos núcleos, dispuestos en pisos, casi siempre excavados en distintas épocas. Cada piso tenía su entrada propia hasta que con el tiempo se fueron comunicando hasta quedar reunidos.
En el trazado las catacumbas se distinguen varias partes: una parte laberíntica de galerías denominada «criptas», de una altura de cerca de 2 m y anchura de 80 o 90 cm, las cuales a veces se ensanchan formando una especie de cámaras poligonales llamadas «cubículos» que son generalmente de planta cuadrada y están cubiertas con bóveda semiesférica o de arista o de cañón o plana, donde se enterraban los muertos por martirio. Es frecuente encontrar estos cubículos decorados con pintura mural al fresco.
Las fosas de enterramiento excavadas en las paredes de las catacumbas podían ser de dos tipos: rectangulares, denominadas loculi, o semicirculares, llamadas arcosolio.
Al principio las paredes no tenían ningún tipo de ornamentación, solo tomaron como práctica el fijar en los muros monedas y camafeos y de este modo señalar la fecha. Esta costumbre ha facilitado mucho el estudio y la datación a los arqueólogos. Algunas monedas llevan la efigie de Domiciano (51-96), incluso de emperadores más antiguos (como Vespasiano o Nerón). Solo más tarde y durante los periodos de calma, se fueron llenando las paredes de pinturas.

## Decoración e iconografía

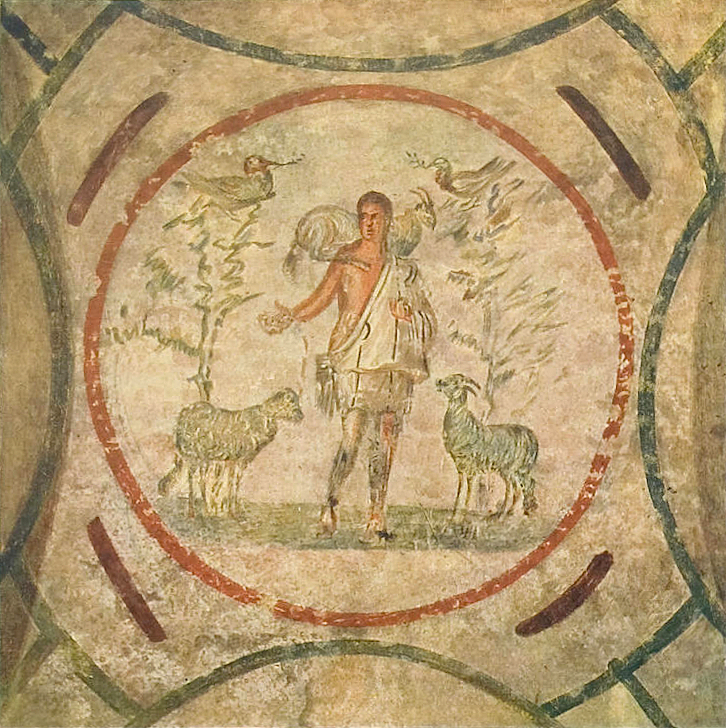
Buen Pastor en las catacumbas de Priscila (Segunda mitad del)

La decoración se concentra en los cubículos y la técnica utilizada es la pintura al fresco, que muestra una ejecución muy rudimentaria. Su iconografía evolucionó a lo largo del tiempo:
- Al principio, con fuerte influencia del helenismo, eran temas del mundo animal o vegetal con significado místico: la paloma (el alma), el pavo real (la eternidad), la vid o la espiga (eucarísticos). También el pez, palabra que en griego contiene las iniciales del Salvador: ΙΧΘΥΣ ijcís (Ἰησοῦς Χριστὸς Θεοῦ Υἱὸς Σωτήρ Iesús Jristós Theú Yos Sotér "Jesucristo Hijo de Dios Salvador"), relacionada con el rito del bautismo.
- Más tarde, en el siglo III, surgen temas tanto del Antiguo como del Nuevo Testamento. Entre estos últimos se encuentra la imagen de Jesucristo o de la Virgen. Y así Jesucristo es representado como Buen Pastor (basándose en el Moscóforo griego), visible en la catacumba de San Calixto, o bien como en la catacumba de Priscila, donde aparece como Maestro al estilo de los filósofos greco-romanos (también siguiendo el evangelio de San Mateo), y donde la Virgen es representada como madre, con el Niño sentado en su regazo, como después imitará el arte bizantino con la Theotokos, modelo iconográfico este último que trascenderá al estilo románico.[5]

## Los nombres
Entre la gran cantidad de cementerios subterráneos de Roma, unos 60 son conocidos por su nombre. De entre ellos, unos toman los nombres de un santo o de varios que fueron allí sepultados; tal es caso de Santa Inés o San Pancracio. Otros cementerios conservan el nombre primitivo de las localidades donde se habían establecido, como Ad Ursum Pileatum, Ad Sextum Philippi. Otros tomaron el nombre de los propietarios del terreno debajo del cual se hicieron los enterramientos, o bien el nombre de sus fundadores o de algún personaje que lo amplió. A partir de la época de Constantino, muchos de esos cementerios fueron perdiendo poco a poco sus primitivos nombres y se convirtieron en santuarios o lugares consagrados a algún santo importante. 

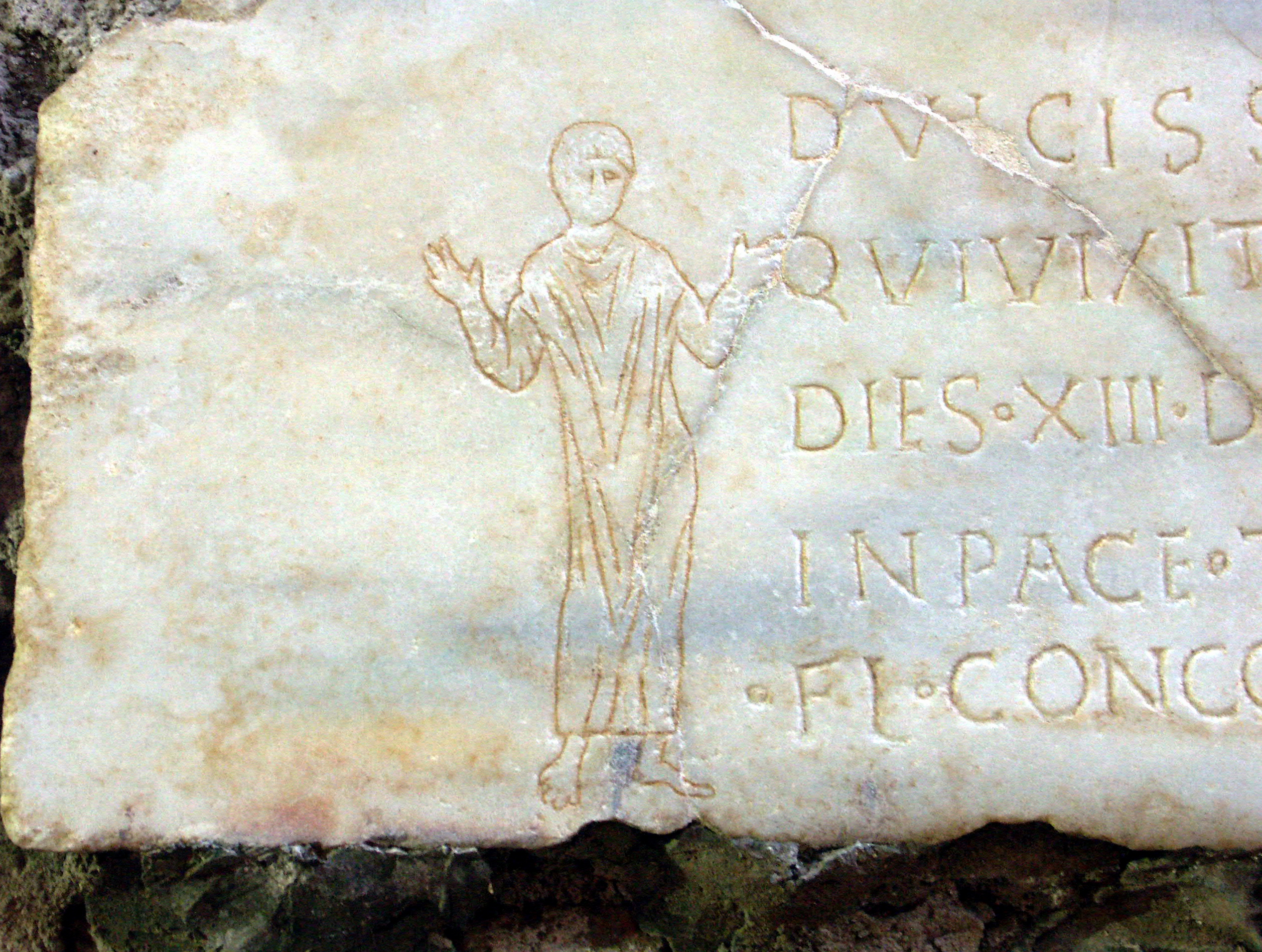
Catacumba de Domitila; orante

De esta manera, la catacumba de Domitila (que sería una propietaria) se convirtió en cementerio de los santos Nereo, Aquileo y Petronila. El de Balbina se llamó de San Marcos y el de Calixto fue San Sixto y Santa Cecilia. Siguiendo el estudio de estas denominaciones, los arqueólogos han podido averiguar las dos fechas cumbres: la de las persecuciones y la del triunfo.
Los enterramientos de las catacumbas pudieron ser excavados de manera legal porque o bien las tierras habían sido compradas o bien sus propietarios se convirtieron al cristianismo o al menos simpatizaron con los nuevos cristianos. Las matronas romanas, mujeres muy piadosas, dieron buen ejemplo de generosidad ofreciendo parte de sus tierras. Testimonio de este hecho son los numerosos nombres dados a los cementerios: Priscila, que era la madre del senador Pudens, dio lugar a la catacumba de santa Priscila, un vasto cementerio sobre la vía Salaria. Ella misma fue enterrada en este sitio. Luciana, Justa y muchas otras, cuyas propiedades están muy bien documentadas.

## Usos

### Enterramientos
Las catacumbas son, por encima de todo, cementerios. Las múltiples galerías o corredores que se multiplican en todas ellas no son solo para acceder de un lugar a otro, sino que están destinados a ser ellos mismos un cementerio. Sus paredes están repletas de nichos, donde se disponen los cuerpos en horizontal por niveles. En algunas hay hasta 12 niveles y en otras tan solo 3. Todo depende de la altura de la galería construida, además de la solidez de la roca. Los corredores son largos y estrechos, tan estrechos que malamente pueden caber dos personas que se crucen. Se cortan los unos a los otros de mil maneras y el resultado es un verdadero laberinto que puede llegar a ser peligroso si no hay un guía.

### Ejercicio del culto
Las catacumbas también servían como lugar de culto en determinadas ocasiones. 
En algunos casos tenían luz solar que entraba por una abertura que daba al campo y que servía también para introducir los cadáveres. Pero estas aberturas no eran muy frecuentes; lo común era que la iluminación se diese por medio de las lámparas de bronce suspendidas de la bóveda por unas cadenas. Las galerías tenían asimismo su iluminación con unas lámparas de arcilla que se ponían en los entrantes de los propios nichos. Hoy, todavía, se pueden apreciar las manchas de humo.
Estos cementerios son abandonados en la época en que los lombardos conquistaron el norte y centro de Italia (años 568 y 572), y más tarde con el gobierno de los musulmanes. En estos momentos de crisis, los papas deciden sacar de allí las reliquias y las depositan en las basílicas urbanas donde pueden cuidarlas mejor. Desde ese momento hasta entrado el siglo XIII ya no se vuelve a hablar de las catacumbas; quedan completamente olvidadas. Después vuelve a renacer su memoria, pero con el cisma de Aviñón en el siglo XIV y el Renacimiento del XV y XVI, el olvido es total.

## Eruditos y arqueólogos
Durante los periodos en que la hegemonía estuvo de parte de los godos, vándalos y musulmanes, hubo una total devastación en Roma. Y mucho más tarde, ya en el siglo XVIII, se impuso la traslación de reliquias desde las catacumbas a las iglesias. Por todo ello no ha sido fácil para los eruditos y arqueólogos reconocer con exactitud la Roma subterránea y sus denominaciones. Sin embargo, el entusiasmo de algunos hombres amantes de la Antigüedad, su trabajo y sus investigaciones, hicieron que en la actualidad se tenga bastante información de lo que fueron y de lo que son las catacumbas. He aquí los precursores.
El primer estudioso del tema surgió a mediados del siglo XVI. Se llamaba Panvinio. Tomó como guía para sus investigaciones el martirologio titulado Actos sinceros de lleno en las aportaciones de estos textos y fue anotando concienzudamente notas importantes hasta formar un catálogo con los nombres de los papas y mártires sepultados en cada uno de los cementerios. Este trabajo fue muy importante y de mucha ayuda para los futuros investigadores.
Otro estudioso de la Antigüedad fue el dominico Alfonso Ciacconio. La casualidad vino a ayudarle. En 1578 hubo un derrumbe de terreno en la vía Salaria a consecuencia del cual salió a la luz uno de estos cementerios subterráneos, la llamada catacumba de Priscila. Acudió al lugar y bajó y visitó las partes accesibles. Su entusiasmo le llevó a hacer un examen exhaustivo del sitio y al final confeccionó un interesante álbum en el que había copiado in situ todas las pinturas encontradas y en el que había dibujado los sarcófagos y otras esculturas.
Por aquellos años apareció otro enamorado de la Antigüedad: Philips van Wingh (1560-1592), natural de Lovaina, que se puso en contacto con Ciacconio para intercambiar conocimientos. Les llegó a unir una gran amistad. Hizo la misma visita que él a la catacumba, corrigiendo errores y aumentando la información; copió las pinturas con los colores naturales y originales, organizando su trabajo con verdadera pericia. Sus escritos y sus dibujos se han perdido.
El siguiente gran personaje del estudio e investigación de las catacumbas es Antonio Bosio (de mediados del siglo XVI), natural de la isla de Malta, que fue agente de la orden de Malta en Roma donde residía, y que fue conocido como el Cristóbal Colón de las catacumbas. Fue otro entusiasta de la Antigüedad y consagró al estudio de las catacumbas 35 años de su vida, así como sumas considerables de dinero. Con la ayuda de múltiples documentos, con su sagacidad y con el acompañamiento del azar (excavación de un pozo, de una bodega, derrumbes de terreno...) pudo registrar y estudiar las catacumbas en todos los sentidos. No había obstáculos para él. Redactó la historia y la topografía de las catacumbas, dedicándose a estos temas con más intensidad que lo hecho hasta el momento y dejando un poco de lado la crítica de los monumentos desde el punto de vista artístico. Su valioso manuscrito fue impreso 30 años después de su muerte. Los estudios de Bosio dieron lugar a nuevos y fructíferos estudios. Un rico complemento fue la obra escrita en italiano, aparecida en 1720, del canónigo de Santa María en Trastevere, Observaciones sobre los cementerios de los santos mártires y de los antiguos cristianos de Roma.

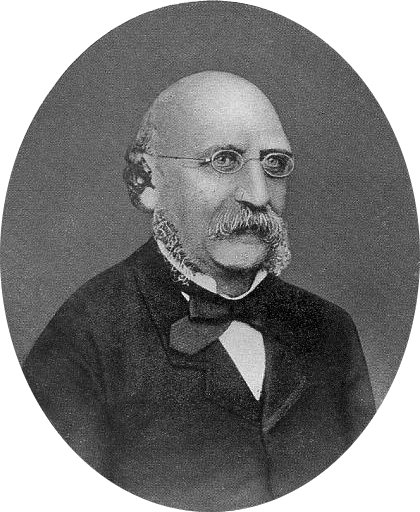
Giovanni Battista de Rossi

A partir de ese momento y durante todo el siglo XVIII se hizo el silencio y la oscuridad. Cuando entró el siglo XIX, apareció otro erudito que se entregó, igual que sus antiguos compañeros, en cuerpo y alma al estudio de las catacumbas. Fue el padre Marchi. Tuvo la gran fortuna de descubrir el cementerio (catacumba) de santa Inés. Tuvo además la gran suerte de contar con un alumno aventajado e inteligente, Giovanni Battista de Rossi, que llegó a completar el estudio con un trabajo sistemático, llegando a la conclusión de que “cada cementerio tenía su propia existencia aparte, porque cada uno se debía a una causa determinada y partía de un centro propio”. Su mejor conquista, su mayor éxito fue el descubrimiento de la catacumba de Calixto. Escribió y diseñó la geografía y la topografía de las catacumbas y llegó incluso a hacer unos perfectos planos de nivel. Su labor fue un tesoro para los siguientes investigadores. En la actualidad, el tema de las catacumbas está bastante bien estudiado, con la ayuda de todos estos personajes y con la asistencia de todos los medios modernos puestos a disposición de los arqueólogos y demás estudiosos.